# Sebastián Saavedra

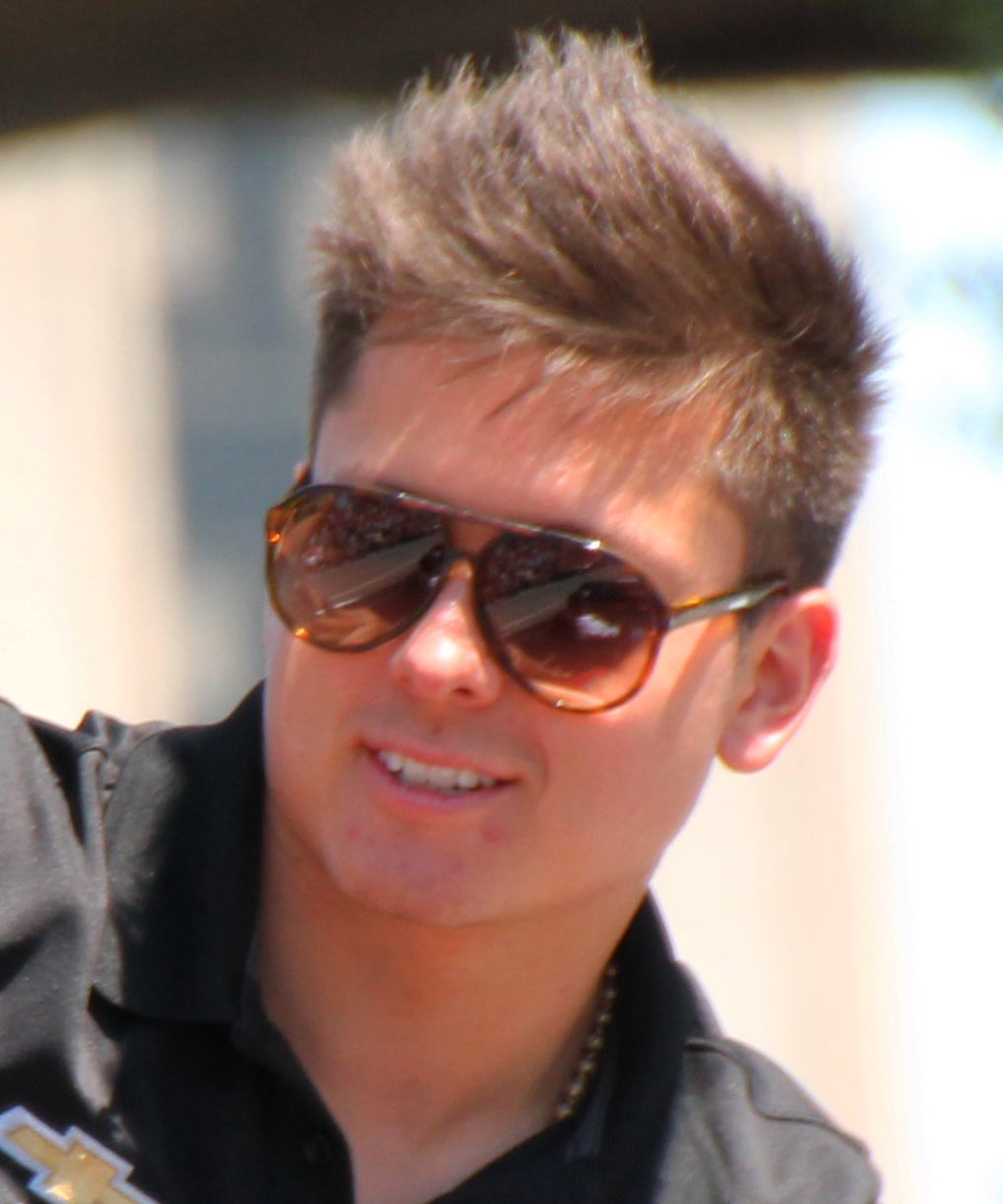
Sebastián Saavedra (2015)

Sebastián Saavedra Ferreira (* 2. Juni 1990 in Bogotá) ist ein kolumbianischer Automobilrennfahrer. Er nahm von 2010 bis 2015 an der IndyCar Series teil.

## Karriere
Wie die meisten Motorsportler begann Saavedra seine Karriere im Kartsport, den er von 1999 bis 2005 ausübte. 2006 machte er in der US-amerikanischen Formel BMW seine ersten Erfahrungen im Formelsport und wurde Elfter in der Gesamtwertung. Außerdem startete er bei zwei Rennen der deutschen Formel BMW. 2007 bestritt er keine komplette Saison in einer Serie, sondern startete bei einigen Rennen der deutschen, asiatischen und US-amerikanischen BMW. Am erfolgreichsten war er in der US-amerikanischen Serie, in der er mit einem Sieg den zwölften Gesamtrang belegte. Zwar gewann er in der asiatischen Formel BMW drei Rennen, aber da er als Gaststarter antrat, wurde er nicht in die Wertung aufgenommen. Das Formel-BMW-Weltfinale beendete er auf dem vierten Platz.
2008 wechselte Saavedra zu HS Technik Motorsport und ging im deutschen Formel-3-Cup an den Start. Saavedra holte bei drei Rennen den Sieg und gewann den Vizemeistertitel hinter Frédéric Vervisch. Zwar war er punktgleich mit seinem Teamkollegen Johnny Cecotto jr., da er aber einen Sieg mehr als Cecotto hatte, wurde er Vizemeister. Außerdem startete er bei einigen Rennen des österreichischen Formel-3-Meisterschaft. 2009 kehrte Saavedra in die USA zurück und startete zusammen mit J. R. Hildebrand für Andretti Green-AFS Racing in der Indy Lights. Während Hildebrand den Meistertitel gewann, wurde Saavedra mit zwei Siegen als beste Neueinsteiger Gesamtdritter.
2010 absolvierte Saavedra für Bryan Herta Autosport seine zweite Saison in der IndyLights. In Newton erzielte er seinen einzigen Saisonsieg. Unmittelbar vor dem zweitletzten Rennen auf dem Kentucky Speedway am 4. September verließ Saavedra Bryan Herta Autosport. Ersetzt wurde er durch Daniel Herrington, der schon im Vorjahr für das Team gefahren war. In der Gesamtwertung wurde er schließlich Achter. Außerdem nahm Saavedra mit Bryan Herta Autosport am Indianapolis 500 teil und gab sein Debüt in der IndyCar Series. Dabei qualifizierte er sich letzten Endes mit viel Glück und durch taktische Fehlentscheidungen seiner Konkurrenten Paul Tracy und Jay Howard für das Rennen. Im Rennen schied er auf dem 23. Platz aus. Für das Saisonfinale der IndyCar Series erhielt Saavedra ein Cockpit bei Conquest Racing. Er belegte den 33. Gesamtrang.

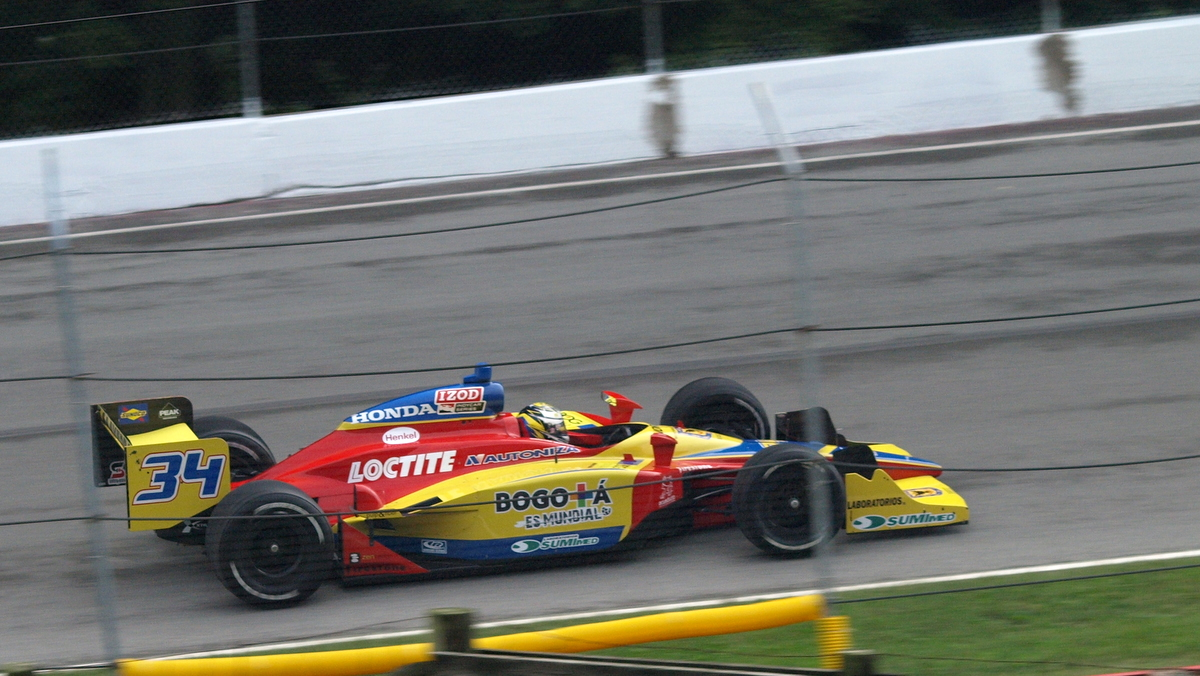
Saavedra 2011 in Lexington

2011 trat Saavedra für Conquest Racing in der IndyCar Series an. Beim Indianapolis 500 scheiterte er an der Qualifikation. Bei zwei Rennen wurde er durch João Paulo de Oliveira bzw. Dillon Battistini vertreten. Saavedra schloss die Saison auf dem 25. Platz der Fahrerwertung ab. 2012 kehrte Saavedra zu Andretti Autosport zurück. Er nahm für den Rennstall, der erneut mit AFS Racing kooperiert, an der Indy Lights teil. Das zweite Rennen in Birmingham entschied er für sich. Am Saisonende lag er auf dem vierten Platz der Fahrerwertung und hatte sich mit 383 zu 377 Punkten knapp gegen seinen Teamkollegen Carlos Muñoz durchgesetzt. Darüber hinaus fungierte Saavedra in der IndyCar-Series-Saison 2012 als Test- und Ersatzfahrer von Andretti Autosport. Er erhielt bei drei Rennen ein Renncockpit. Beim Indianapolis 500 wurde sein Fahrzeug zusammen mit AFS Racing eingesetzt. Er erreichte den 27. Platz in der Fahrerwertung. Außerdem ging Saavedra bei einem Rennen der Rolex Sports Car Series in der GT-Klasse an den Start.
2013 erhielt Saavedra bei Dragon Racing ein Vollzeitcockpit in der IndyCar Series. Beim zweiten Rennen in Detroit erreichte er als Zehnter erstmals die Top-10. In Baltimore erzielte er mit einem achten Platz seine beste Saisonplatzierung. Mit 236 zu 370 Punkten unterlag er seinem Teamkollegen Sébastien Bourdais, der dreimal auf dem Podest stand, teamintern. Saavedra schloss die Saison auf dem 21. Gesamtrang ab. 2014 wechselte Saavedra – wie Bourdais – zu KV Racing. Saavedra erzielte beim Grand Prix of Indianapolis die Pole-Position. Er würgte seinen Motor jedoch beim Start ab und schied nach einem Auffahrunfall aus. Ein neunter Platz war seine einzige Top-10-Platzierung in der Saison. Saavedra beendete die Saison als schlechtester Vollzeitfahrer auf dem 21. Platz in der Fahrerwertung. Mit 291 zu 461 Punkten unterlag er Bourdais. Darüber hinaus nahm er an einem Rennen der neugegründeten United SportsCar Championship (USCC) teil. 2015 war Saavedra ohne Vollzeitcockpit in der IndyCar Series. Er teilte sich bei Chip Ganassi Racing ein Cockpit mit Sage Karam und kam bei fünf Rennen zum Einsatz. Beim Indianapolis 500 wurde Saavedra im Rennen leicht verletzt und pausierte für drei Wochen. Ein zehnter Platz war sein bestes Ergebnis.

## Statistik

### Karrierestationen
| - 1999–2005: Kartsport - 2006: US-amerikanische Formel BMW (Platz 11) - 2006: Deutsche Formel BMW - 2007: US-amerikanische Formel BMW (Platz 12) - 2007: Deutsche Formel BMW (Platz 27) - 2008: Deutsche Formel 3 (Platz 2) - 2008: Österreichische Formel 3 (Platz 9) | - 2009: Indy Lights (Platz 3) - 2010: Indy Lights (Platz 8) - 2010: IndyCar Series (Platz 33) - 2011: IndyCar Series (Platz 25) - 2012: Indy Lights (Platz 4) - 2012: IndyCar Series (Platz 27) - 2012: Rolex Sports Car Series, GT (Platz 72) | - 2013: IndyCar Series (Platz 21) - 2014: IndyCar Series (Platz 21) - 2014: USCC, Prototype (Platz 54) - 2015: IndyCar Series (Platz 25) - 2017: IndyCar Series (Platz 26) - 2018: WSCC, P (Platz 13) - 2019: WSCC, LMP2 (Platz 8) |

### Einzelergebnisse in der IndyCar Series
| Jahr | Team                          | 1   | 2   | 3   | 4    | 5    | 6    | 7   | 8   | 9   | 10  | 11  | 12  | 13  | 14  | 15  | 16  | 17  | 18  | 19  | Punkte | Rang |
| ---- | ----------------------------- | --- | --- | --- | ---- | ---- | ---- | --- | --- | --- | --- | --- | --- | --- | --- | --- | --- | --- | --- | --- | ------ | ---- |
| 2010 | Bryan Herta Autosport         | SAO | STP | ALA | LBH  | KAN  | INDY | TXS | IOW | WGL | TOR | EDM | MDO | SNM | CHI | KTY | MOT | HMS |     |     | 29     | 33.  |
| 2010 | Bryan Herta Autosport         |     |     |     | 2333 |      |      |     |     |     |     |     |     |     |     |     |     |     |     |     | 29     | 33.  |
| 2010 | Conquest Racing               |     | 16  |     |      |      |      |     |     |     |     |     |     |     |     |     |     |     |     |     | 29     | 33.  |
| 2011 | Conquest Racing               | STP | ALA | LBH | SAO  | INDY | TXS  | TXS | MIL | IOW | TOR | EDM | MDO | NHA | SNM | BAL | MOT | KTY | LSV |     | 178    | 25.  |
| 2011 | Conquest Racing               | 13  | 26  | 14  | 11   | DNQ  | 28   | 29  | 23  | 20  | 25  | 16  | 27  | 15  | 14  | 13  |     |     | C   |     | 178    | 25.  |
| 2012 | AFS Racing/Andretti Autosport | STP | ALA | LBH | SAO  | INDY | DET  | TXS | MIL | IOW | TOR | EDM | MDO | SNM | BAL | FON |     |     |     |     | 41     | 27.  |
| 2012 | AFS Racing/Andretti Autosport |     |     |     |      | 2624 |      |     |     |     |     |     |     | 15  |     | 21  |     |     |     |     | 41     | 27.  |
| 2013 | Dragon Racing                 | STP | ALA | LBH | SAO  | INDY | DET  | DET | TXS | MIL | IOW | POC | TOR | TOR | MDO | SNM | BAL | HOU | HOU | FON | 236    | 21.  |
| 2013 | Dragon Racing                 | 20  | 20  | 27  | 19   | 3227 | 22   | 10  | 14  | 13  | 19  | 23  | 16  | 15  | 19  | 21  | 8   | 14  | 12  | 24  | 236    | 21.  |
| 2014 | KV AFS Racing                 | STP | LBH | ALA | IMS  | INDY | DET  | DET | TXS | HOU | HOU | POC | IOW | TOR | TOR | MDO | MIL | SNM | FON |     | 291    | 21.  |
| 2014 | KV AFS Racing                 | 11  | 9°  | 18° | 23   | 1526 | 14   | 22  | 17  | 15  | 17  | 15  | 17  | 19  | 21  | 20  | 18  | 16  | 17  |     | 291    | 21.  |
| 2015 | Chip Ganassi Racing Teams     | STP | NOL | LBH | ALA  | IMS  | INDY | DET | DET | TXS | TOR | FON | MIL | IOW | MDO | POC | SNM |     |     |     | 96     | 25.  |
| 2015 | Chip Ganassi Racing Teams     |     |     | 10  |      | 17   | 23   | INJ | INJ | INJ | 16  |     |     |     |     |     | 13° |     |     |     | 96     | 25.  |
| 2017 | Juncos Racing                 | STP | LBH | ALA | PHO  | IMS  | INDY | DET | DET | TXS | ROA | IOW | TOR | MDO | POC | STL | WGL | SNM |     |     | 80     | 26.  |
| 2017 | Juncos Racing                 |     |     |     | 1531 |      |      |     |     |     |     |     |     |     |     |     |     |     |     |     | 80     | 26.  |
| 2017 | Schmidt Peterson Motorsports  |     | 11  | 21  | 11   |      |      |     |     |     |     |     |     |     |     |     |     |     |     |     | 80     | 26.  |

(Legende)

### Sebring-Ergebnisse
| Jahr | Team                          | Fahrzeug       | Teamkollege     | Teamkollege      | Teamkollege   | Platzierung | Ausfallgrund |
| ---- | ----------------------------- | -------------- | --------------- | ---------------- | ------------- | ----------- | ------------ |
| 2014 | Starworks Motorsport          | Riley Mk.XXVI  | Alex Popow      | Scott Mayer      | Pierre Kaffer | Ausfall     | Defekt       |
| 2018 | AFS/PR1 Mathiasen Motorsports | Ligier JS P217 | Gustavo Yacamán | Roberto González |               | Rang 32     |              |